# Лалеску, Траян

Траян Лалеску  (рум. Traian Lalescu; 12 июля 1882, Бухарест — 15 июня 1929, там же) — румынский математик, педагог, профессор, доктор наук. Член Румынской академии.
Вместе с Георге Цицейка и Д. Помпеем является основоположником румынской математической школы.

## Биография
Обучался в Ясском университете, завершил учёбу в 1903 году в Бухарестском университете. Продолжил учёбу в Парижском университете (1905—1908), где в 1908 получил научную степень доктора философии по математике. Ученик Эмиля Пикара.
В 1911 году опубликовал «Sur les équations de Volterra» («Введение в теорию интегральных уравнений»), первую в истории книгу на тему интегральных уравнений.
Вернувшись на родину, был профессором в университете Бухареста, в Политехническом университете Тимишоара (в 1920 году был первым ректором университета) и Политехнического университета Бухареста.

## Научная деятельность
Основное направление исследований — теория интегральных уравнений. Создал первый в математической литературе трактат по теории интегральных уравнений (1911).
Работы Траяна Лалеску относятся также к теории функциональных уравнений, тригонометрическим рядам, математической физике, геометрии, алгебре, механике и истории математики.
Опубликовал несколько дидактических работ и учебников.